# Birgeria
Birgeria es un género extinto de peces actinopterigios prehistóricos de la familia Birgeriidae, del orden Palaeonisciformes. Este género marino fue descrito científicamente por Stensiö en 1919.

## Especies
Clasificación del género Birgeria:
- † Birgeria Stensiö 1919
  - † Birgeria americana (Romano et al. 2017)
  - † Birgeria groenlandica (Stensiö 1932)
  - † Birgeria gronlandica (Stensiö 1932)
  - † Birgeria liui (Jin 2001)
  - † Birgeria mougeoti (Agassiz 1844)
  - † Birgeria nielseni (Lehman 1948)
  - † Birgeria velox (Jordan 1907)